# Hadena imitaria
Hadena imitaria là một loài bướm đêm trong họ Noctuidae.